# Un gran bel futuro
Un gran bel futuro (By His Bootstraps), tradotto anche come Per qualche millennio in più, è un romanzo breve di fantascienza del 1941 dello scrittore statunitense Robert A. Heinlein sul tema dei paradossi temporali. 

## Storia editoriale
Scritto nel maggio del 1941, venne pubblicato per la prima volta quello stesso anno, nel numero di ottobre della rivista Astounding Science Fiction, sotto lo pseudonimo di Anson MacDonald; in seguito venne incluso nell'antologia personale The Menace From Earth del 1959 e in varie raccolte successive.
Nel 1958, col titolo The Time Gate, è stato incluso nell'antologia Race to the Stars pubblicata dalla Crest Books.
Esistono almeno due edizioni audio in lingua originale.
La prima traduzione italiana, di Gian Luigi Gonano, intitolata Un gran bel futuro, venne pubblicata nel 1965 nel primo volume della rivista Gamma e poi di nuovo nel novembre 1979 dalla Editrice Nord, nell'antologia Avventure nel tempo e nello spazio, quinto volume della collana Grandi Opere Nord.
La traduzione di Giorgio Pagliaro è stata pubblicata da Armenia Editore col titolo Per qualche millennio in più, nel 1977 nello speciale 4, supplemento al n. 18 della rivista Robot e poi di nuovo nel 1979 nel n. 9 della collana Raccolta Robot.
Una traduzione in francese è apparsa nel 1981.

## Trama
Bob Wilson è solo, si è chiuso nella sua stanza per finire la sua tesi di laurea che verte su alcuni aspetti matematici della metafisica, utilizzando il concetto di viaggio nel tempo come esempio calzante.
Ad un tratto qualcuno dice "Lascia perdere, si tratta in ogni caso di un sacco di idiozie", l'intruso, che sembra stranamente familiare, dice di chiamarsi "Joe" e spiega che è venuto dal futuro attraverso una Porta del Tempo: un cerchio di circa 6 piedi (1,83 m) di diametro che galleggia nell'aria alle sue spalle.
Joe dice a Bob che grandi opportunità lo attendono, oltre la Porta e migliaia di anni nel futuro, a titolo di dimostrazione Joe lancia attraverso la Porta il cappello di Bob, che scompare.
Bob è riluttante, ma Joe (un estraneo dal punto di vista di Bob) inspiegabilmente sa dove è nascosta una bottiglia di gin e fa bere Bob fino a stordirlo. 
Quando Bob si è ormai convinto ad attraversare la Porta appare un altro uomo, che assomiglia molto a Joe e che vuole impedire a Bob di andare.
Ne segue un combattimento durante il quale Bob viene colpito da un pugno che lo fa volare attraverso la Porta.
Riprende i sensi in uno strano luogo dove un uomo più anziano, barbuto, gli dice che si trova 30.000 anni nel futuro.
L'uomo, che si fa chiamare Diktor, offre a Bob una sontuosa colazione servita da belle donne e gli spiega che gli esseri umani nel futuro sono di bell'aspetto e hanno una cultura primitiva, ma non hanno nulla dello spirito e del coraggio dei loro antenati.
Una razza aliena ha costruito la Porta e trasformato gli esseri umani in schiavi compiacenti, poi gli alieni se ne sono andati, lasciando un mondo del quale una persona aggressiva e intraprendente del XX secolo può diventare re.
Diktor gli chiede di tornare indietro attraverso la Porta e condurre da lui l'uomo che si trova dall'altra parte, Bob accetta, passa attraverso e si ritrova di nuovo nella sua stanza, a guardare se stesso che sta scrivendo la sua tesi.
Senza ricordare bene quanto è accaduto prima, egli ripete la scena, questa volta dall'altro punto di vista e si fa chiamare "Joe" in modo da non confondere il suo precedente se stesso.
Proprio mentre sta per spingere Bob attraverso la Porta, compare un'altra versione di se stesso, la lotta avviene come prima e Bob passa attraverso la Porta.
Il suo futuro se stesso teme che Diktor voglia in qualche modo intrappolarli in una sorta di labirinto temporale, ma Joe passa ugualmente attraverso la Porta e incontra di nuovo Diktor che gli dà un elenco di cose da comprare nel suo tempo e portare nel futuro.
Un po' infastidito dai modi di Diktor, Bob discute con lui, ma alla fine torna ancora una volta nella sua stanza nel passato.
Egli rivive la stessa scena per la terza volta, poi si rende conto che ora è libero. 
Decide che gli oggetti sulla lista di Diktor potrebbero essere utili ad un uomo del XX secolo che vuole diventare re, quindi se li procura.
Dopo essere tornato nel futuro, regola la Porta per inviare se stesso dieci anni nel passato, così egli spera di avere il tempo di affermarsi come capo nel mondo del futuro prima che Diktor possa intervenire per ostacolarlo.
Vicino ai comandi della Porta egli trova il suo cappello e un quaderno contenente un vocabolario di parole inglesi tradotte nella lingua degli schiavi di Diktor.
Il suo piano riesce, diviene il capo del popolo del futuro e prende precauzioni contro l'arrivo di Diktor, inoltre ne adotta il nome, che è semplicemente la parola locale per "capo".
Sperimenta la Porta del Tempo, tentando di vedere gli alieni che l'hanno costruita ma, quando riesca ad intravederne uno, ha un breve contatto mentale con esso e l'esperienza è così traumatizzante che corre via urlando, si costringe a tornare solo il tempo di spegnere la Porta, poi rimane lontano da essa per più di due anni.
Egli non si accorge che i capelli hanno cominciato a sbiancare prematuramente a causa dello shock e dello stress derivante dalle sue responsabilità di governo.
Frattanto il suo vocabolario si è usurato e lui ne copia il contenuto su un nuovo quaderno.
Un giorno, mentre usa la Porta per guardare nella sua vecchia stanza nel passato, vede tre versioni di se stesso in una situazione familiare, poco dopo il suo primo se stesso passa attraverso la Porta.
Il cerchio si è chiuso, egli stesso è Diktor, l'unico che sia mai esistito.
Chiedendosi chi in effetti abbia compilato il quaderno, si prepara a dare istruzioni a "Bob": deve orchestrare gli eventi al fine di garantire il proprio futuro.

## Temi
Il tema dei paradossi temporali di questo romanzo è stato ulteriormente sviluppato da Heinlein nel racconto Tutti voi zombie, scritto diciassette anni dopo.

## Critica
Il filosofo David Lewis considera Un gran bel futuro e Tutti voi zombie esempi di storie "perfettamente coerenti" sui di viaggi nel tempo.
Secondo Alexei Panshin questo romanzo è la prova convincente che Heinlein aveva imparato l'arte di progettare le sue storie: l'intrico dei paradossi è logico e ben elaborato, il finale è convincente e la storia è divertente.
Secondo Sam Moskowitz è uno dei migliori esempi sui paradossi del viaggio nel tempo, con una narrazione affascinante.

### Edizioni
- Robert A. Heinlein, Per qualche millennio in più, in Oltre il tempo (antologia), collana Robot, traduzione di Giorgio Pagliaro, copertina e illustrazioni interne di Giuseppe Festino, Speciale 4, supplemento al n. 18, Armenia Editore, 1977,  pp. 6-51.

### Fonti critiche
- (EN) James Daniel Gifford, The New Heinlein Opus List, in Robert A. Heinlein: A Reader's Companion (PDF), Nitrosyncretic Press, 2000, ISBN 978-0-9679874-1-5. URL consultato il 12 ottobre 2015.

- Sam Moskowitz, Robert A. Heinlein, in Starman Jones (appendice), collana Cosmo Oro, n. 103, Editrice Nord, luglio 1989  [1967],  pp. 305-317, ISBN 88-429-0400-7.

- (EN) Alexei Panshin, II. THE PERIOD OF INFLUENCE - 3. 1941, in Heinlein in dimension, Chicago, Advent:Publishers Inc, aprile 1968. URL consultato il 27 novembre 2015.